# Marcel Felder
Marcel Felder (Montevideo, 9 de Setembro de 1984) é um tenista profissional uruguaio, seu melhor ranking de N. 227. Ele representa a Equipe Uruguaia de Copa Davis.